# Страцимир Крански
Страцимир (буг. Срацимир) је био бугарски племић, деспот Крана (1324—1331). 

## Биографија
Није познато како је Страцимир дошао на крански престо. Носио је титулу деспота Крана пре владавине свога сина, Јована Александра (1331—1371). Оженио је Керацу Петрицу, припадницу бугарске династије Шишман. Са њом је имао петоро деце. Он је оснивач династије Страцимир која ће владати Бугарским царством од 1331. године до пада Бугарске под Турке.

## Потомство
Страцимир и Кераца су имали петоро деце:
- Јован Александар (умро 17. фебруара 1331), бугарски цар (1331—1371)
- Јелена Страцимировић (око 1310—11. јул 1374), српска краљица и царица (1331—1355), владарка Серске области (1355—1365)
- Јован Комнин Асен (умро 1373), деспот Валоне (око 1345—1363)
- Михаило, видински деспот
- Теодора, супруга Нићифора Орсинија